# Moisés Arias
Moisés Arias (Chicago, 18 april 1994) is een Amerikaans acteur en zanger die onder andere bekend is van zijn rol als "Rico" in de televisieserie Hannah Montana. Hij heeft een broer, Mateo Arias, die enkele keren als gast meespeelde in dezelfde reeks. Moisés verschijnt in zo goed als elke aflevering ervan. Sinds 2024 speelt Moisés een hoofdrol in de televisie-adaptatie van Fallout, hierin vertolkt hij de rol van Norm MacLean.

## Filmografie
| Jaar                            | Titel                                   | Rol                             | Opmerking                                                            |
| ------------------------------- | --------------------------------------- | ------------------------------- | -------------------------------------------------------------------- |
| 2024                            | Fallout                                 | Norm MacLean                    | hoofdrol                                                             |
| 2022                            | Samaritan                               | Reza                            |                                                                      |
| 2020                            | The Good Doctor                         | Luca Jones                      | Aflevering 'Fractured'                                               |
| 2019                            | Five Feet Apart                         | Poe                             |                                                                      |
| 2019                            | Monos                                   | Patagrande (Bigfoot)            |                                                                      |
| 2017                            | Pitch Perfect 3                         | Pimp-Lo                         |                                                                      |
| 2016                            | Ben-Hur                                 | Dismas                          |                                                                      |
| 2014                            | Ender's Game                            | Bonzo                           |                                                                      |
| 2013                            | The Kings of Summer                     | Biaggio                         |                                                                      |
| 2013                            | Despicable Me 2                         | Stem Van Antoinio Perez         |                                                                      |
| 2012                            | Noobz                                   | Hollywood                       |                                                                      |
| 2009                            | Hannah Montana: The Movie               | Rico                            |                                                                      |
| 2009                            | Wizards of Waverly Place                | Het geweten van Max             | Afleveringen in drie delen: "Chronicles of Moisés: Voice of Reason!" |
| 2008                            | Disney Channel Games                    | Zichzelf                        | Gele team                                                            |
| 2008                            | Beethoven's Big Break                   | Billy                           | Film                                                                 |
| 2008                            | Dadnapped                               | Andre                           | Disney Channel Original Movie                                        |
| 2007                            | S.O.S. muziek video voor Jonas Brothers | Kid who steals Joe's girlfriend | Cameo                                                                |
| 2007                            | The Perfect Game                        | Mario                           |                                                                      |
| 2007                            | Disney Channel Games                    | Zichzelf                        | Rode team                                                            |
| 2007                            | Hannah Montana                          | Rico                            | Seizoenen 1, 2, 3 en 4                                               |
| 2006                            | Hannah Montana                          | Rico                            | Seizoenen 1, 2, 3 en 4                                               |
| Disney Channel Games            | Zichzelf                                | Rode team                       |                                                                      |
| Water and Power                 | Gibby, Gabby en Deer Dancer             |                                 |                                                                      |
| Nacho Libre                     | Juan Pablo                              | Film                            |                                                                      |
| The Suite Life of Zack and Cody | Randall                                 | Gastrol                         |                                                                      |
| 2005                            | Everybody Hates Chris                   | Kid                             | Cameo                                                                |

- Bibsys: 1585570378580
- Biblioteca Nacional de España: XX5248239
- Bibliothèque nationale de France: cb17843095k (data)
- Gemeinsame Normdatei: 1082443069
- International Standard Name Identifier: 0000 0000 6555 5876
- Library of Congress Control Number: no2009107907
- Nationale Bibliotheek van Israël: 987007342715405171
- Nederlandse Thesaurus van Auteursnamen: 424560275
- Système universitaire de documentation: 240942159
- Virtual International Authority File: 91151211
- WorldCat: E39PBJwdfRW6RYVRXqY76Bctrq